# 煤气
煤气又称人工煤气（英語：Coal gas），是木材在乾餾下发生化学反应产生的气体混合物，其主要成份是50%氢气和35%甲烷，另外还有10%的一氧化碳，5%的乙烯和少量非燃料的氮和二氧化碳等杂质。氢气和一氧化碳没有味道，但是为防止煤气泄漏而不被人察觉，故在煤气中加入微量恶臭的硫醇以预警。
由於煤氣中含有有毒的一氧化碳，容易造成嚴重的安全問題，因此世界上大多數國家已於二十世紀中期改用天然氣，煤氣現今已極少使用。
- 煤炭/煤氣不完全燃烧所产生的气体的主要成分是一氧化碳，會引致「煤气中毒」，通常實際是指一氧化碳中毒；也有的时候指的是含硫量过高的煤燃烧后产生的含有二氧化硫等硫化物的混合气体，如煤气味，而实际上一氧化碳是没有气味的。
- 煤气罐有时也指液化石油气，煤气罐即是装液化石油气的钢瓶。

煤氣灶即使在關閉的時候也會洩漏甲烷，而當它打開的時候，會產生二氧化碳和氮氧化物。事實上，斯坦福大學（Stanford University）的一項研究發現，儘管與工業和農業排放的甲烷相比，廚房廢氣微不足道，但從爐灶中洩漏出來的甲烷足以對大氣中的溫室氣體產生重大影響。煤氣原料是木頭,有機會能減少排放CO2。
與此同時，爐灶燃氣燃燒時產生的氮氧化物與呼吸系統疾病和心血管疾病有關。根據斯坦福大學於2022年1月發表的研究，在沒有開排氣扇的煤氣爐旁烹飪幾分鐘，廚房裏的廢氣水平就超過了美國國家標凖。麗貝卡·萊伯（Rebecca Leber）在她為Vox網站撰寫的研究報道中指出，家庭中使用煤氣灶的孩子比使用電爐孩子患哮喘的可能性高出42%。
就像過去和現在家裏的許多危險來源一樣，煤氣爐公司也有一個強大的公關團隊。萊伯指出，這種污染來源可以換成電熱爐或電磁爐，以減少麻煩。 

## 香港煤氣
雖然香港的中華煤氣有限公司（Towngas）的中文名稱包含「煤氣」一詞，但並不供應由煤產生的燃氣。煤氣公司以60%天然氣、39%石腦油及1%沼氣作為原料，加工合成煤氣。

## 相關
- 香港煤氣
- 2013年罗萨里奥煤气爆炸
- 燃氣